# Erottajan paloasema

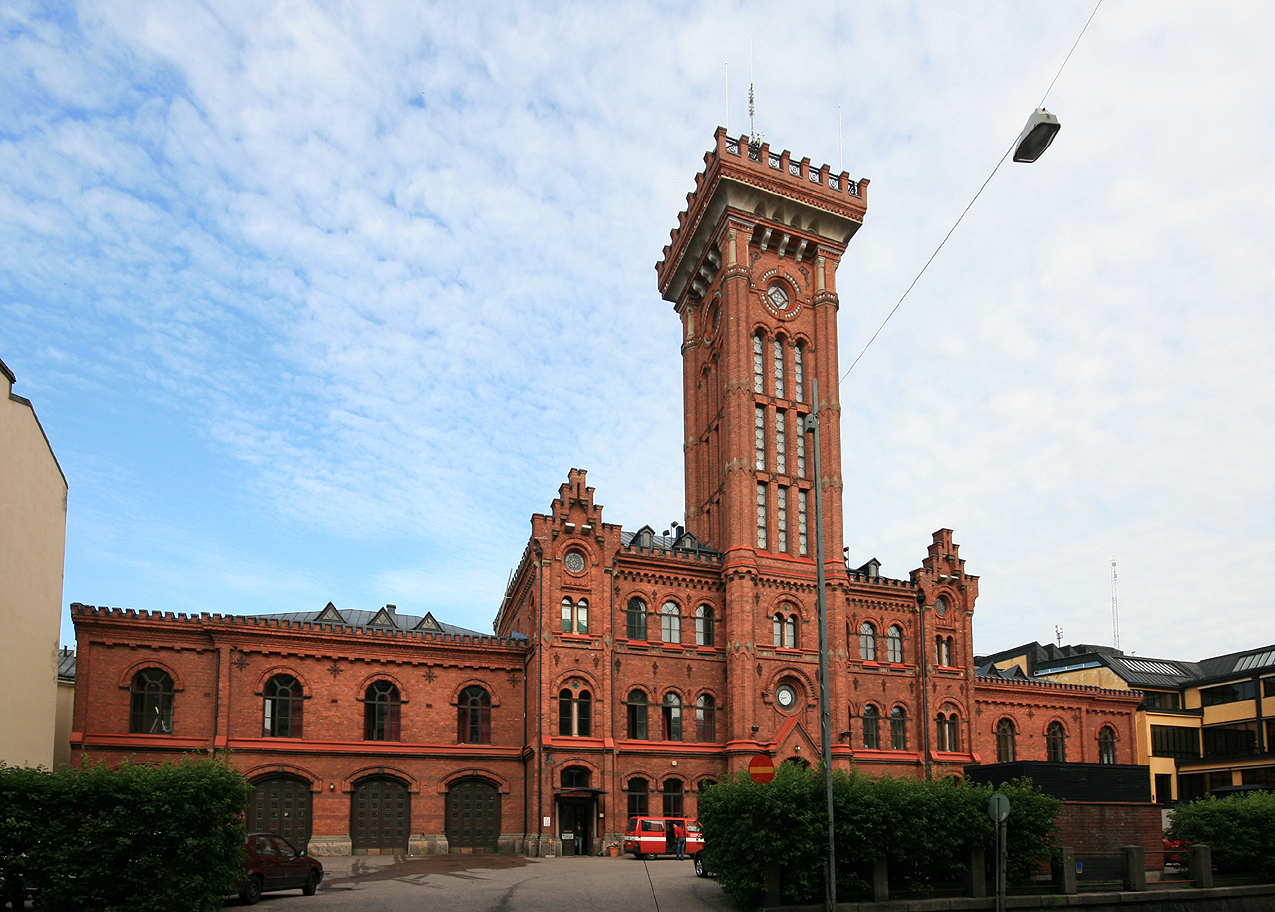
Erottajan paloasema (2007)

Erottajan paloasema (finnisch) oder Skillnadens brandstation (schwedisch) ist eine Rettungswache in Helsinki. Bis 1975 war in dem Gebäude die Hauptfeuerwache der finnischen Hauptstadt untergebracht.

## Hintergrund und Geschichte
Das Gebäude wurde vom finnischen Architekten Theodor Höijer entworfen und bis 1891 fertiggestellt. Der markante Turm des roten Backsteingebäudes ist 42 Meter hoch. 
Bis 1975 war hier die Hauptfeuerwache Helsinkis. Heute gehören zum Zuständigkeitsbereich neben der Innenstadt noch der Park Kaivopuisto sowie während der Wintermonate die Festungsinsel Suomenlinna, auf der sich eine nur in den Sommermonaten besetzte eigene Rettungsstation befindet.
Im Gebäude ist zudem ein Feuerwehrmuseum beheimatet, das sich der bis 1861 zurückreichenden Geschichte der Berufsfeuerwehr Helsinkis sowie der Arbeit der Feuerwehr, weiterer Rettungsdienste und der Notfallversorgung widmet.